# Euploea dejeani
Euploea dejeani är en fjärilsart som beskrevs av William Lucas Distant 1882. Euploea dejeani ingår i släktet Euploea och familjen praktfjärilar. Inga underarter finns listade i Catalogue of Life.